# Прямые продажи
Прямые продажи, личные продажи — продажа потребительских продуктов или услуг, осуществляемая вне стационарных точек розничной торговли.
Прямые продажи подразумевают поставку продукции  без привлечения дистрибьюторов или иных  представителей, только напрямую с производства. В ином случае это превращается в дистрибуцию. 
Прямые продажи, при которых происходит непосредственный контакт покупателя и продавца, относятся, согласно российскому и белорусскому законодательству, к разносной торговле.
Прямые продажи, при которых непосредственный контакт отсутствует, например при покупке через интернет, заказах по телефону — относятся к дистанционной торговле.

## Описание
Прямые продажи — это один из видов розничной торговли вне стационарной розничной сети. В результате индивидуальной или групповой презентации товара происходит реализация товара конечному потребителю. Прямые продажи не стоит путать с многоуровневым маркетингом, который является лишь методом компенсации, применяемом компаниями в разных сегментах экономики.
Американская ассоциация прямых продаж выделяет некоторые преимущества, которые приносят прямые продажи: дополнительный заработок, возможность заниматься собственным бизнесом, гибкий график работы.
Прямые продажи состоят из двух основных бизнес-моделей: сценарий одноуровневого маркетинга, в котором продавец зарабатывает деньги, покупая продукты или услуги у головной организации и продавая их напрямую клиентам, и многоуровневый маркетинг (также известный как сетевой маркетинг или индивидуальный маркетинг), при котором прямой продавец может зарабатывать деньги как на прямых продажах клиентам, так и путем привлечения новых прямых продавцов и, возможно, получения комиссионных от их продаж.

## Общие сведения
По данным Всемирной федерации ассоциаций прямых продаж (ВФАПП), в 2007 году 59 региональных ассоциаций-членов достигли товарооборота розничных продаж более 114 млрд $ благодаря деятельности более чем 62 миллионов независимых продавцов.
Согласно ВФАПП, потребители предпочитают прямые продажи из-за удобства предоставляемых им услуг, включая индивидуальный подход при демонстрации продукции, доставку на дом и щедрые гарантии удовлетворения. По мнению ВФАПП, в отличие от франчайзинга, первоначальные индивидуальные затраты на бизнес прямых продаж, как правило, незначительны и не требуют приобретения инвентаря и взятия кредитов.
Американская ассоциация прямых продаж сообщила, что в 2000 году 55 % взрослых американцев иногда приобретали товары и услуги, распространяемые методом прямых продаж, а 20 % сообщили, что они в настоящее время (6 %) или в прошлом (14 %) являлись представителями компаний прямых продаж.
ВФАПП, региональные и национальные ассоциации прямых продаж требуют от своих членов соблюдать кодекс поведения в отношении справедливого партнерства как с клиентами, так и с продавцами.
По мнению Российской ассоциации прямых продаж (РАПП), прямые продажи отличаются от прямого маркетинга и дистанционных продаж, которые являются интерактивной системой маркетинга, прибегающей к размещению рекламы в одном или более видов СМИ.
По данным Американской ассоциации прямых продаж, в 2007 году подавляющее большинство компаний, входящих в эту ассоциацию, используют многоуровневый компенсационный план.
Компания Amway, которая одна из первых стала заниматься прямыми продажами, публикует данные, согласно которым, в среднем валовая сумма продаж ее дистрибьютора составляет 1056 долларов в год — соответственно 88 долларов в месяц. Это валовая прибыль, из которой не вычтены затраты на приобретение продукции и прочие расходы.
По состоянию на 2004 год во Франции прямых продажи осуществляют в основном по почте. Французские почтовые службы ежегодно распространяют миллионы рекламных сообщений, каталоги, а также специальные объявления с формами, в которых можно указать свои ответы, которые публикуются в разных печатных изданиях. Прямые продажи также активно совершаются в телефонном режиме, или «от двери к двери».

### Прямые продажи в России
| Год  | Число зарегистрированных покупателей (т. н. консультантов, дистрибьюторов или др.) у компаний прямых продаж, тыс. чел. | Оборот, млн $ |
| ---- | --- | ------------- |
| 1998 | 420,5 | 325,2         |
| 1999 | 529 | 160,2         |
| 2000 | 397,6 | п227          |
| 2001 | 585,93 | 316,8         |
| 2002 | 1146,57 | 601,7         |
| 2003 | н/д | н/д           |
| 2004 | 2300,0 |               |
| 2005 | 2500,0 | 1900,0        |
| 2006 | н/д | н/д           |
| 2007 | н/д | н/д           |
| 2008 | 4413,92 | 2866,0        |

### Прямые продажи в США
| Год  | Персонал, млн чел. | Оборот, млрд $ |
| ---- | ------------------ | -------------- |
| 2002 | 13,0               | 28,69          |
| 2003 | 13,30              | 29,55          |
| 2004 | 13,60              | 29,73          |
| 2005 | 14,10              | 30,47          |
| 2006 | 15,2               | 32,18          |
| 2007 | 15,0               | 30,80          |
| 2008 | 15,10              | 29,60          |

### Прямые продажи в Японии
| Год  | Оборот, млрд иен |
| ---- | ---------------- |
| 2000 | 3001             |
| 2001 | 2940             |
| 2002 | 2875             |
| 2003 | 2821             |
| 2004 | 2733             |
| 2005 | 2648             |
| 2006 | 2449             |

Объём ежегодных продаж указан по оценке японской ассоциации прямых продаж (JDSA)
На январь 2008 года в японской ассоциации прямых продаж состояло 258 компаний, продающих товары и оказывающие услуги, такие, как: книги и педагогические материалы, постельные принадлежности, оборудование для очистки воды, средства для чистки, женское и нижнее бельё, косметику, продукты для здоровья, ювелирные украшения и драгоценные металлы, солнечные элементы для нагрева воды, коммуникационное и офисное оборудование, очистители воздуха, кимоно, персональные компьютеры, швейные и вязальные машины, товары для внешней отделки строений, одежду, перепланировка помещений, дезинсекция.

## Крупнейшие компании прямых продаж
По данным сайта новостей прямых продаж, крупнейшими компаниями прямых продаж по объему продаж за 2008 год были:
| Наименование компании              | Год основания | Объем продаж 2008 году, $              |
| ---------------------------------- | ------------- | -------------------------------------- |
| Avon Products, Inc.                | 1886          | 10,9 млрд                              |
| Amway Corporation                  | 1959          | 8,2 млрд*                              |
| Vorwerk & Co. KG                   | 1883          | 3,15 млрд                              |
| Herbalife Ltd.                     | 1980          | 2,4 млрд                               |
| Mary Kay Inc.                      | 1963          | 2,4 млрд                               |
| Primerica Financial Services Inc.  | 1977          | 2,3 млрд                               |
| Tupperware Brands Corp.            | 1951          | 2,21 млрд                              |
| Forever Living Products Intl. Inc. | 1978          | 2,1 млрд                               |
| Oriflame Cosmetics                 | 1967          | 1,68 млрд (1,49 млрд евро в 2012 году) |
| Natura Cosmeticos SA               | 1969          | 1,52 млрд                              |
| Nu Skin Enterprises Inc.           | 1984          | 1,23 млрд                              |

* — в источнике указан совокупный доход материнской компания Alticor, в которую, помимо Amway, входят другие компании.

## Политика и федерации
Прямые продажи Европы являются федерацией торговых ассоциаций, представляющих интересы европейской индустрии прямых продаж в ЕС. ППЕ была основана в январе 2007 года национальными обществами прямых продаж Австрии, Бельгии, Германии и Швейцарии:
| Наименование                                      | Сокращенно |
| ------------------------------------------------- | ---------- |
| Профессиональная ассоциация прямых продаж Бельгии | (ПАППБ)    |
| Ассоциация прямых продаж Германии                 | (АППГ)     |
| Прямые продажи Австрии                            | (ППА)      |
| Швейцарская ассоциация прямых продаж              | (ШАПП)     |
| Ассоциация прямых продаж России                   | (АПП)      |

## Исследования рынка прямых продаж в России

### 2003 год
В 2003 году проведено первое общероссийское исследование рынка прямых продаж по заказу РАПП. Исследование проводилось компаниями RPRG, GfK RUS и Analytics Research. Координатором выступила общероссийская Ассоциация маркетинговых исследовательских компаний (АМИ).
Российское исследование проводилось в рамках общемировой программы изучения социально-демографических и экономических показателей рынка прямых продаж, проводимой по инициативе Всемирной федерации ассоциаций прямых продаж.
Согласно результатам исследований из опрошенных 1000 россиян 68 % подтвердили позитивное отношение к методу прямых продаж, а 74 % к осуществляющим его дистрибьюторам; 96 % осведомлены о существовании компаний, использующих метод прямых продаж. Основными положительными качествами этого метода распространения опрошенные отметили:
- возможность приобретать товары по низким ценам (21,3 %);
- экономить время при покупке (19,4 %);
- получать более подробную информацию о товаре (17,7 %);
- получать товар в удобном месте и удобное время (14,3 %);
- высокое качество продукции (5,4 %);
- широкий ассортимент (5,0 %);
- возможность попробовать товар до покупки (3,3 %);
- удобный способ покупки (3,1 %);
- индивидуальный подход (2,8 %);
- новые знакомства/общения (1,3 %).

При этом 13,4 % опрошенных указали, что прямые продажи не имеют позитивных аспектов.
Главное преимущество работы дистрибьютором, по мнению опрошенных:
- возможность общаться с людьми,
- возможность заработка (в том числе и дополнительного),
- возможность приобрести реализуемый товар со скидкой,
- возможность самостоятельно определять график работы.

Главным недостатком опрошенные россияне назвали:
- необходимость навязывать потребителям реализуемый товар,
- затрачивать много усилий,
- деятельность дистрибьютора не гарантирует стабильного заработка.

В 2002 году общая численность россиян, занятых в этой сфере, достигла 1 миллиона 149 тысяч человек. При этом большинство из участвовавших в опросе 2914 дистрибьюторов компаний членов РАПП (более 90 %) — это женщины. Для 55 % дистрибьюторов прямые продажи являются источником дополнительного заработка; 45,2 % из опрошенных дистрибьюторов получили доход от прямых продаж менее 2 тыс. рублей, 13,1 % получили доход свыше 10 тыс. руб.

### 2006 год
Исследование проведено компанией Ernst&Young по заказу российской Ассоциации прямых продаж и Всемирной федерации ассоциаций прямых продаж.
По данным Ernst&Young, суммарный объем продаж компаний, занятых в индустрии прямых продаж, увеличился в 2004 году на 380 % по сравнению с 2001 годом. В 2005 году общий объем продаж составил 1,9 млрд $ или вырос по сравнению с 2004 годом почти на 32 %.
Отрасль представлена рядом известных международных компаний, таких, как Amway, Avon, Herbalife, Mary Kay, Oriflame, Tupperware, а также российскими компаниями — Faberlic и др.
В 2004 году в индустрии прямых продаж было занято около 2,3 млн человек независимых продавцов, в 2005 году — 2,5 млн человек.
Индустрия прямых продаж предлагает российскому потребителю парфюмерию, косметику, бытовую технику, посуду, диетические добавки (БАДы), бижутерию и аксессуары и др.).
В структуре продаж членов АПП в 2004 году парфюмерно-косметическая продукция составила 93,2 % (90,2 % в 2005), товары для дома — 3,2 % (6,2 % в 2005), БАДы — 3,2 % (2,1 % в 2005), др. товары — 0,4 % (1,1 % в 2005).
В 2004 году совокупные доходы штатных сотрудников и дистрибьюторов составили более 9 млрд рублей, из которых 1,9 млрд рублей были получены в результате выплаты косвенного и дополнительного заработка в дополнение к существенному прямому доходу.
По оценке компаний прямых продаж общая сумма уплаченных налогов в 2004 году составила около 8 млрд рублей, из них сотрудники и дистрибьюторы обеспечивают 7,2 млрд рублей, а закупки у поставщиков и потребительские покупки приносят дополнительно 765 млн рублей налоговых поступлений.
По данным опроса дистрибьюторов, работа в индустрии прямых продаж предоставляет им преимущества в финансовой сфере, возможности для занятия предпринимательской деятельностью, условия для создания собственного бизнеса, гибкий график работы, возможность развития личных деловых качеств.
По данным опроса, более 82 % процентов дистрибьюторов — женщины, 10 % — старше 55 лет, свыше 52 % — с высшим образованием.

### 2009
Согласно исследованию компании «Башкирова и партнеры», среди преимуществ прямых продаж клиенты дистрибьюторов назвали удобство доставки, экономию времени и доступные цены. Эта же группа респондентов среди отрицательных моментов выделила назойливость продавцов, отсутствие гарантии качества и нужного товара. 18 % опрошенных полагают, что у этого метода продаж нет положительных сторон.
Товары у дистрибьюторов чаще всего покупают женщины (71 % против 29 % мужчин), а если смотреть по уровню доходов, то это, в основном, люди с зарплатой 25—35 тыс. рублей, которые приобретают товаров менее чем на 1500 рублей.